# Gunnar Schmidt Laursen
Gunnar Schmidt Laursen (født 2. januar 1919 i Aarhus, død 3. december 2014) var en dansk bankdirektør.
Han tog realeksamen og blev i 1936 elev i Arbejdernes Landsbank i Aarhus. I 1952 blev han bestyrer af bankens nye filial i Odense og først 1959 underdirektør og så 1960 direktør i banken med hovedsæde i København. I 1984 gik han på pension. I sin direktørperiode voksede banken, og Laursen formåede at balancere mellem gamle administrative dyder og interessen for nye administrative og elektroniske løsninger.
Han var næstformand for Landsbankernes Reallånefond og for Københavnske Bankers Forening af 1920, medlem af repræsentantskabet for Danske Bankers Fællesrepræsentation, for Finansieringsinstituttet for Industri og Håndværk og for Danmarks Skibskreditfond samt medlem af forretningsudvalget for Det kooperative Fællesforbund. I sit otium var han bl.a. formand for bestyrelsen for Grønlandsbanken.
Han blev gift 12. november 1944 med Lilly Alice Jørgensen (født 29. juni 1918), datter af købmand Alfred Jørgensen og hustru Kirstine født Pedersen.